# Théâtre des Marguerites
Le Théâtre des Marguerites a été créé par Georges Carrère et Mariette Duval en 1967. Le théâtre est situé à Trois-Rivières et est l'un des premiers théâtres d'été du Québec.

## Historique
Le fonds d’archives Théâtre des marguerites est conservé au centre d’archives de Montréal de Bibliothèque et Archives nationales du Québec.